# Castell de Corbó
El Castell de Corbó, es troba al terme municipal de Benassal, comarca de l'Alt Maestrat. També és conegut com a Castell dels Corbons, i se situa sobre un penyal a uns 1060 metres d'altitud, al nord-oest de la població, a la dreta del km 10 de la carretera a Vilafranca (Ports), sobre el naixement del barranc de Enramos. Per declaració genèrica està catalogat com a Bé d'Interès Cultural, amb anotació ministerial número RI - 51-0010797, i data d'anotació 3 de juny de 2002, i així consta en la Direcció General de Patrimoni Artístic de la Generalitat Valenciana.

## Història
Hi ha documentació que acredita que ja estava construït al segle xii. Pere el Catòlic el va conquerir als musulmans el 1210 i, més tard, el 1229 va haver d'estar en poder de Jaume I el Conqueridor, ja que hi ha documentació sobre un acord pel qual, el castell passa a ser propietat d'Abu Zayd, penúltim governador àrab de València i aliat del rei cristià. En altres documents de 1231, apareix com a garantia d'un préstec contret pel rei Jaume I el Conqueridor, pel que es pot deduir que havia tornat a mans del rei per aquestes dates. També hi ha documentació que indica que a la Carta Pobla de 1239 Pere Daroca va quedar feudatari al massís sobre el castell de Corbó. Com va passar amb altres castells de la zona, va estar integrat a la demarcació territorial del Castell de Culla, raó per la qual, quan en 1303 l'Orde del Temple compra a l'endeutat Guillem d'Anglesola el castell de Culla i els seus territoris, molts altres castells entren a formar part dels dominis d'aquesta Ordre, entre ells el castell de Corbó. Quan l'ordre és perseguida per Jaume II d'Aragó i al desembre de 1307 es rendeix a Atzeneta, Albocàsser, Ares, Benassal, Boí, Coves de Vinromà, Corbó, Culla, Alcalà de Xivert, La Iglesuela i d'altres, el castell acabarà sent propietat de l'Orde de Montesa el 1319. Malgrat que se sap per documentació existent que estava habitat per guarnició i alcaid el 1321, va quedar totalment despoblat el 1612.

## Descripció
Va ser un castell pràcticament inaccessible, avui totalment arruïnat i els vestigis s'escampen per una extensa zona.
El castell s'aixeca sobre un assentament de l'edat de bronze, ocupat posteriorment en les èpoques ibèrica i romana. També va existir als seus peus, un poblat musulmà. És un castell dels tipificats com roquer, amb un únic recinte emmurallat de torres barbacanes bessones de planta quadrada i torre major amb aljub. La seva muralla, de la qual actualment queden molt pocs vestigis, va haver de ser de reduïdes dimensions. És accessible pel sud, a través d'una pendent molt pronunciada, raó per la qual, l'entrada al castell se situa pel nord. Hi ha una llegenda que narra l'existència al castell d'una comunicació subterrània amb la cova situada als peus de la muntanya des d'on brolla una font i així mateix s'explica que amaga grans tresors.